# Lobenschus Kinga-Hajnalka
Lobenschus Kinga-Hajnalka (Târgu Mureș, Rumania, 23 de febrero de 1983) es una árbitra de fútbol español de la Segunda División Femenina de España. Pertenece al Comité de Árbitros de la Comunidad de Madrid.

## Trayectoria
Ascendió a la máxima categoría del fútbol femenino español el año 2017, cuando ésta fue creada para que la Primera División Femenina de España fuera dirigida únicamente por árbitras.
Debutó el 3 de septiembre de 2017 en la Primera División Femenina en un Sporting Club de Huelva contra Sevilla F. C. (2–1).

## Temporadas
| Categoría        | País   | Año       |
| ---------------- | ------ | --------- |
| Primera División | España | 2017-2018 |
| Segunda División | España | 2018-     |